# Barbus tomiensis
Barbus tomiensis är en fiskart som beskrevs av Fowler, 1936. Barbus tomiensis ingår i släktet Barbus och familjen karpfiskar. IUCN kategoriserar arten globalt som otillräckligt studerad. Inga underarter finns listade.